# جون ويتني (لاعب كرة قدم)
جون ويتني (بالإنجليزية: John Whitney)‏ هو لاعب كرة قدم بريطاني (وحمل سابقاً جنسية المملكة المتحدة لبريطانيا العظمى وأيرلندا) في مركز الدفاع، ولد في 1874 في إنجلترا في المملكة المتحدة. لعب مع مانشستر يونايتد.